# Luis Eduardo Aute
Luis Eduardo Aute Gutiérrez, né le 13 septembre 1943 à Manille aux Philippines et mort à Madrid en Espagne le 4 avril 2020, est un musicien, auteur-compositeur-interprète, réalisateur de cinéma, acteur, sculpteur, écrivain, peintre et poète espagnol.

## Biographie
Luis Eduardo Aute est né le 13 septembre 1943 à Manille aux Philippines. Sa mère Amaparo et son père Gumersindo Aute, tous deux espagnols, se sont rencontrés aux Philippines. Son père travaille dans une entreprise de tabac à Manille. Aute parle plusieurs langues notamment car il effectue sa scolarité en anglais, parle espagnol et catalan chez lui, et pratique le tagalog dans les rues de Manille,. Par la suite, il apprend le français et l'italien. Selon les sources, c'est entre 8 et 11 ans, qu'il quitte avec ses parents les Philippines pour Madrid en Espagne,,. Il pratique la peinture. À l'âge de 16 ans, il expose ses premiers tableaux. Son père lui offre un guitare, c'est à ce moment que la passion de la musique lui vient,. Il effectue son service militaire en Catalogne. Après celui-ci, il part pour Paris et commence à travailler pour le cinéma. Il travaille comme traducteur et assistant de réalisation. Il participe notamment au film Cléopâtre du réalisateur Joseph L. Mankiewicz. Passionné de Rock and Roll et particulièrement d'Elvis Presley, Aute découvre de nouvelles sonorités à Paris avec Jacques Brel et Serge Gainsbourg. Il rentre en Espagne à la fin des années 1960. Luis Eduardo Aute commence à écrire et enregistrer des chansons en 1967, mais il met du temps avant de les interpréter en public. Une de ses premières chansons est Rosas en el mar, interprétée par la chanteuse Massiel,. Il publie son premier album Dialogos de Rodrigo y Ximena en 1967,. Un album qui est influencé par les débuts de Bob Dylan.
En 2016, il subit un infarctus après avoir donné un concert à Huelva. II décède dans un hôpital de Madrid le 4 avril 2020 à l'âge de 76 ans,.

## Distinction
En 2017, Luis Eduardo Aute reçoit la médaille d'or du mérite des beaux-arts.

## Discographie
- Diálogos de Rodrigo y Gimena (RCA-Victor, 1968)
- 24 Canciones Breves (1967-68) (RCA-Victor, 1968)
- Álbum 1966-67 (1972)
- Rito (Ariola, 1973)
- Espuma (Ariola, 1974)
- Babel (Ariola, 1975)
- Sarcófago (Ariola, 1976)
- Forgesound (Ariola, 1977)
- Albanta (Ariola, 1978)
- De Par en Par (Ariola, 1979)
- Alma (Movieplay, 1980)
- Fuga (Movieplay, 1981)
- Entre Amigos (Movieplay, 1983)
- Cuerpo a Cuerpo (Ariola, 1984)
- Nudo (Ariola, 1985)
- 20 Canciones de Amor y un Poema Desesperado (Ariola, 1986)
- Templo (Ariola, 1987)
- Segundos Fuera (Ariola, 1989)
- Ufff! (Ariola, 1991)
- Slowly (Ariola, 1992)
- Mano a Mano (Ariola, 1993)
- Alevosía (Virgin, 1995)
- Paseo por el amor y el deseo (Ariola, 1996)
- Aire/Invisible (Virgin, 1998)
- Querencias (Virgin, 2001)
- Alas y Balas (Virgin, 2003)
- Auterretratos Vol. 1 (BMG Ariola, 2003)
- Auterretratos Vol. 2 (BMG Ariola, 2005)
- A día de hoy (BMG Ariola, 2007)
- Humo y azar (Sony Music, 2007)
- Auterretratos 3 (BMG Ariola, 2009)
- Intemperie (Sony Music, 2010)
- El niño que miraba el mar (Sony Music, 2012)
- Canciones de amor y destrucción (Legacy, 2015)[9]

### Singles
- Don Ramón / Made in Spain (RCA-Victor, 1967)
- Aleluya no 1 / Rojo sobre negro (RCA-Victor, 1967)
- Al-leluia no 1 / Roig damunt el (negro)  (RCA-Victor, 1967)
- Mi tierra, mi gente / Los ojos (RCA-Victor, 1968)
- Los burgueses / Me miraré en tu cuerpo (RCA-Victor, 1968)
- Clamo al firmamento (Aleluya no 2) / Ausencia / Labrador (RCA-Victor, 1968)
- Yo pertenezco / Dónde estará la verdad (RCA-Victor, 1968)
- Tiempo de amores / Sí, sí, señor (RCA-Victor, 1968)